# Porta (Pirenéus Orientais)
Porta é uma comuna francesa situada no departamento dos Pyrénées-Orientales, na região administrativa de Occitânia.